# Европско првенство у рагбију тринаест
Европско првенство у рагбију тринаест (енгл. Rugby League European Championship) је рагби 13 такмичење, у коме се за титулу првака Европе у рагбију 13, боре репрезентације са Старог континента. Ово је први ниво такмичења за европске рагби 13 репрезентације. На пирамиди испод су дивизије Б,Ц и Д.
Прво Европско првенство у рагбију 13, је одржано још давне 1935. када су титулу првака Европе освојили Енглези. Највеће успехе до сада су забележиле селекције Енглеске, Француске и Велса.
Нажалост рагби 13 репрезентација Србије још увек није успела да се избори за место у највишем ешалону европског рагбија 13.  Бели орлови тешко налазе спонзоре, немамо стадионе за рагби, ни простор у медијима, па се тренутно Србија такмичи у Б дивизији Европског првенства у рагбију 13.

## Историја

### 1936-1996.
Европско првенство у рагбију тринаест има дугу традицију, још из прве половине двадесетог века. Такмичење се није одржавало током Другог светска рата и Холокауста, у коме је страшно страдао изабрани јеврејски народ. У почетним сезонама су учествовали Велс, Француска и Енглеска. Од 1949. учествовала је селекција осталих националности, састављена од рагбиста из Ирске, Шкотске, Аустралије и са Новог Зеланда.

### 2003-2021.
Од 2003. направљен је нови модел, а нови учесници су били Русија, Ирска и Шкотска. Шест репрезентација је било подељено у две групе, а првопласирани је ишао у финале. Шампион Европе је стицао право и да учествује у Првенству четири нације. Европско првенство у рагбију тринаест је и део квалификација за Светско првенство у рагбију тринаест.

### Учинак рагби 13 репрезентација
- Рагби 13 репрезентација Русије - 3 учешћа.
- Рагби 13 репрезентација Шпаније - 1 учешће.
- Рагби 13 репрезентација Италије - 1 учешће.
- Рагби 13 репрезентација Француске - 31 учешће, 9 титула.
- Рагби 13 репрезентација Грузије - 1 учешће.
- Рагби 13 репрезентација Ирске - 8 учешћа.
- Рагби 13 репрезентација Велса - 31 учешће, 7 титула.
- Рагби 13 репрезентација Шкотске - 8 учешћа, 1 титула.
- Рагби 13 репрезентација Енглеске - 29 учешћа, 14 титула.

### Списак шампиона Европе у рагбију 13
- 1935 - Енглеска
- 1935-1936 - Велс
- 1936-1937 - Велс
- 1938 - Велс
- 1938-1939 - Француска
- 1945-1946 - Енглеска
- 1946-1947 - Енглеска
- 1947-1948 - Енглеска
- 1948-1949 - Француска
- 1949-1950 - Енглеска
- 1950-1951 - Француска
- 1951-1952 - Француска
- 1952-1953 - Остале националности
- 1953-1954 - Енглеска
- 1955-1956 - Остале националности
- 1969-1970 - Енглеска
- 1975 - Енглеска
- 1977 - Француска
- 1978 - Енглеска
- 1979 - Енглеска
- 1980 - Енглеска
- 1981 - Француска
- 1995 - Велс
- 1996 - Енглеска
- 2003 - Енглеска
- 2004 - Енглеска
- 2005 - Француска
- 2009 - Велс
- 2010 - Велс
- 2012 - Енглеска
- 2014 - Шкотска
- 2015 - Велс
- 2018 - Француска

### Табела шампиона Европе у рагбију 13
- Рагби 13 репрезентација Енглеске - 14 титула.
- Рагби 13 репрезентација Француске - 9 титула.
- Рагби 13 репрезентација Велса - 7 титула.
- Рагби 13 репрезентација Шкотске - 1 титула.

## Формат такмичења
Формат такмичења се мењао кроз историју.

## Тренутни учесници
- Рагби 13 репрезентација Италије
- Рагби 13 репрезентација Француске
- Рагби 13 репрезентација Шпаније
- Рагби 13 репрезентација Ирске
- Рагби 13 репрезентација Велса
- Рагби 13 репрезентација Шкотске